# ヴァッセナール
ヴァッセナール（ワッセナール、オランダ語: Wassenaar [ˈʋɑsənaːr] ( 音声ファイル)）は、オランダの都市。人口25,651人（2007年）。南ホラント州に属し、ハーグの郊外に位置する。西は北海に面する。